# سادي بارك غريشام
سادي بارك غريشام (بالإنجليزية: Sadie Park Grisham)‏ هي مسؤولة أمريكية، ولدت في 22 يوليو 1859، وتوفيت في 10 نوفمبر 1928.